# Klenovec
Klenovec este o comună slovacă, aflată în districtul Rimavská Sobota din regiunea Banská Bystrica, pe malul râului Klenovská Rimava⁠(d). Localitatea se află la altitudinea de 358 m deasupra n.m., se întinde pe o suprafață de 100 km2 și în 2017 număra 3.146 de locuitori.
Localitatea este înfrățită cu Villeneuve-sur-Yonne și Mihálygerge.

## Istoric
Localitatea Klenovec este atestată documentar din 1340.

## Demografie
| An:                | 1994 | 2004   | 2014   | 2024   |
| ------------------ | ---- | ------ | ------ | ------ |
| Număr de persoane: | 3370 | 3268   | 3213   | 2952   |
| Diferență:         |      | −3,02% | −1,68% | −8,12% |

| An:                | 2023 | 2024   |
| ------------------ | ---- | ------ |
| Număr de persoane: | 2970 | 2952   |
| Diferență:         |      | −0,60% |